# S
Az s a latin ábécé tizenkilencedik, a magyar ábécé harmincegyedik betűje. Számítógépes használatban az ASCII kódjai: nagybetű (S) – 83, kisbetű (s) – 115.
A betű eredetileg a sémi Šîn-ből származik, és kiejtése megfelelt a mai magyar S kiejtésének [ʃ].
A betűnek egészen a 19. századig volt egy úgynevezett "hosszú" változata (ſ), amelyet a különböző nyelvek szó elején és belsejében használtak, míg a ma használt "s" forma csak szó végén fordult elő (pl: iſa). Az ſ kihalásának oka nagy valószínűséggel az volt, hogy könnyen össze lehetett keverni a kisbetűs f-fel. A német nyelvben még megtalálható az ſz-ből kialakult változata, a ß (scharfes-S vagy ess-zett).

## Hangértéke
- A magyarban a posztalveoláris (prepalatális) zöngétlen réshangot jelöli. A legtöbb latin betűs nyelvben ezzel szemben inkább a magyar sz-hez hasonló hangértékkel bír (ahogy a latinban is), bizonyos nyelvekben átmeneti hang a magyar s és sz között (például finn, holland, észak-olaszországi dialektusok, spanyol, katalán stb.).
- Az angolban, a németben, valamint a román és a spanyol kivételével az újlatin nyelvekben két magánhangzó között zöngésül, tehát z-nek ejtik.

## Jelentései

### Fizika
- s: az út jele
- s: a másodperc (secundum) rövidítése
- S: a mágneses tér Poynting-vektorának jele
- S: a Svedberg jele
- S: az elektromos vezetés SI egységének, a siemensnek a jele

### Kémia
- S: a kén (lat sulphur) vegyjele
- s: a gömbszimmetrikus alhéj jelölése (l=0)

### Közgazdaságtan
- s: az egyéni kínálat (ang supply) jele
- S: az egyéni vagy a piaci kínálat jele
- S: a megtakarítások (ang savings) jele a makroökonómiában

### Matematika
- s: a háromszög kerületének fele (k/2)
- s: a súlyvonal jele
- S: a súlypont jele
- {\displaystyle \mathbb {S} }: a szedenionok jele

### Számítástechnika
- S: S programozási nyelv
- <s>: A HTML jelölőnyelvben az áthúzott szöveg (ang strikethrough text) kezdetét jelöli
- s: a rendszer (ang system) attribútum rövidítése

### Egyéb
- s: a német nyelvben található das névelő általános rövidítése
- S: nemzetközi autójelként Svédország jele
- S: S-mondat
- S: Superman jele